# Spilichneumon pici
Spilichneumon pici là một loài tò vò trong họ Ichneumonidae.